# 三重県道608号畑毛東貝野阿下喜線
三重県道608号畑毛東貝野阿下喜線（みえけんどう608ごう はたけひがしかいのあげきせん）は、三重県いなべ市を通る一般県道である。

## 概要
いなべ市北勢町畑毛からいなべ市北勢町阿下喜に至る。

### 路線データ
- 起点：いなべ市北勢町畑毛（宮前橋交差点、岐阜県道・三重県道25号南濃北勢線交点、三重県道607号畑毛本郷線起点）
- 終点：いなべ市北勢町阿下喜（東貝野口交差点、三重県道5号北勢多度線交点）
- 総延長：7,597 m

## 歴史
- 1959年（昭和34年）1月25日 - 路線認定[1]。
- 1963年（昭和38年）2月1日 - 車両制限令第5条第1項に基づき、「自動車の交通量がきわめて少ないと認める道路」に指定された[2]。

## 路線状況
いなべ市のコミュニティバス「いなべ市福祉バス」が設定されている区間が北勢町畑毛と同町東貝野の一部にある。

### 道路施設

#### 橋梁
- 丸山橋（貝野川、いなべ市）

### 交通量
平日12時間交通量
| 地点                 | 交通量 |
| -------------------- | ------ |
| いなべ市北勢町阿下喜 | 470台  |

## 地理

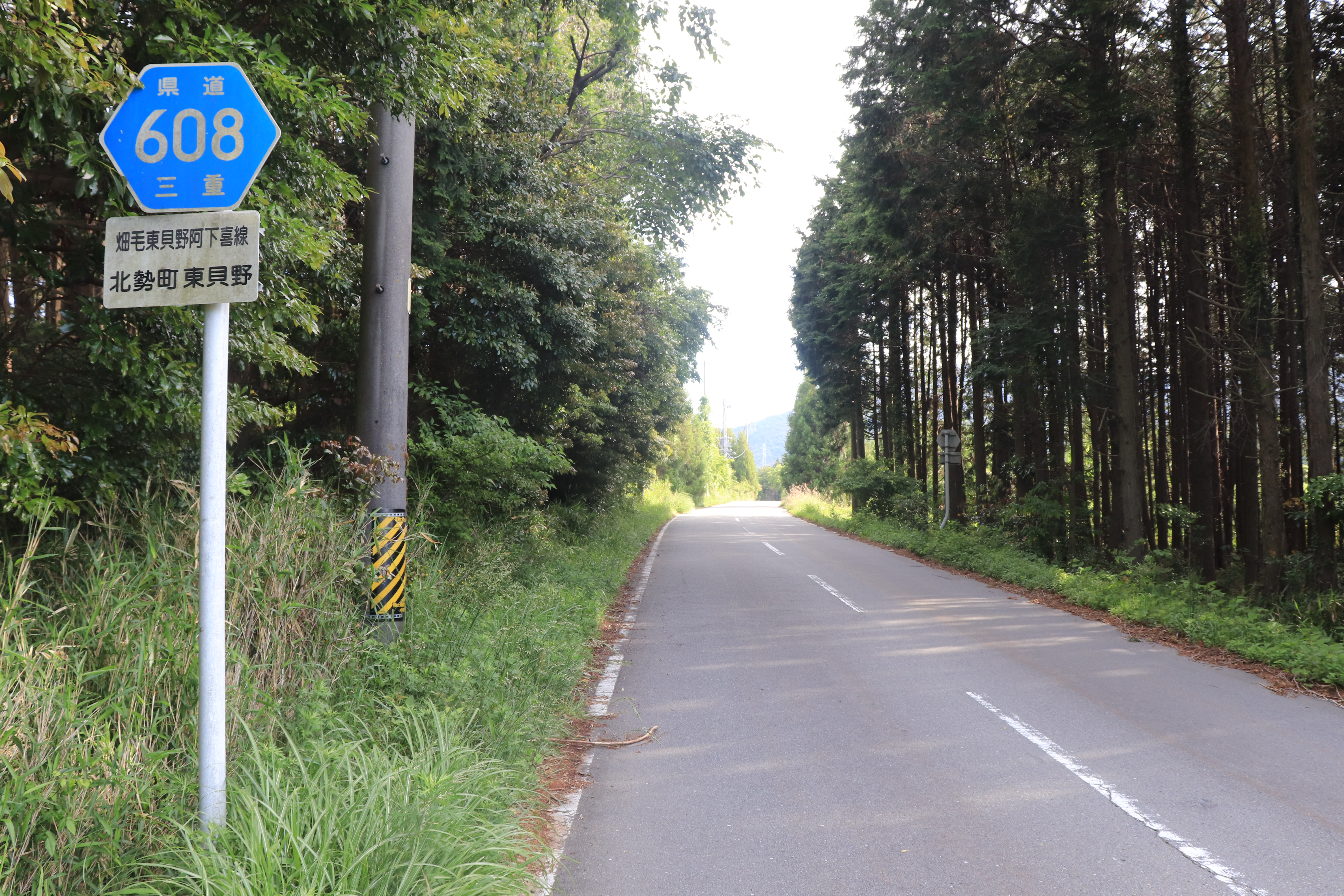
三重県道608号畑毛東貝野阿下喜線、いなべ市北勢町東貝野

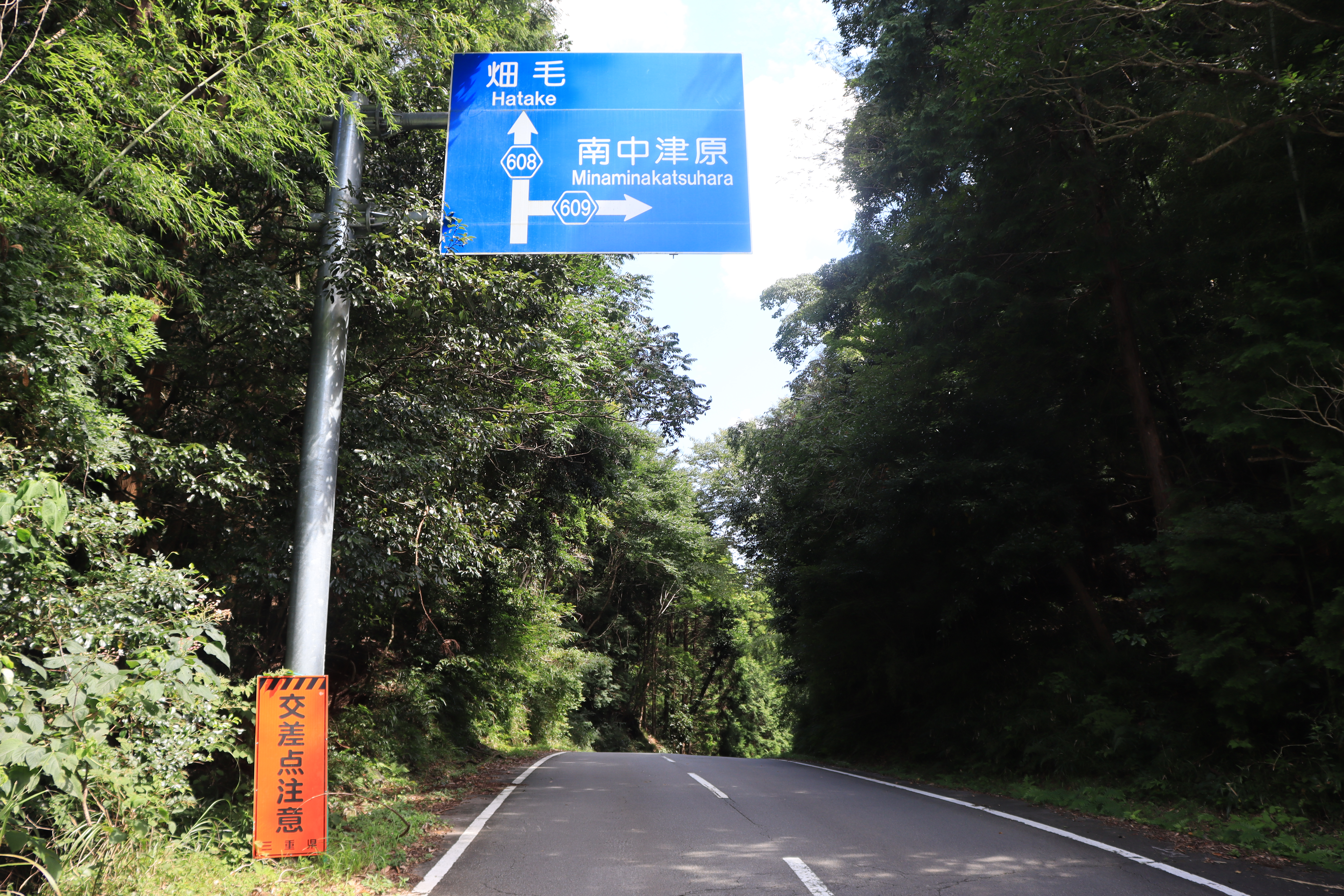
三重県道609号東貝野南中津原丹生川停車場線との交差点、いなべ市北勢町東貝野

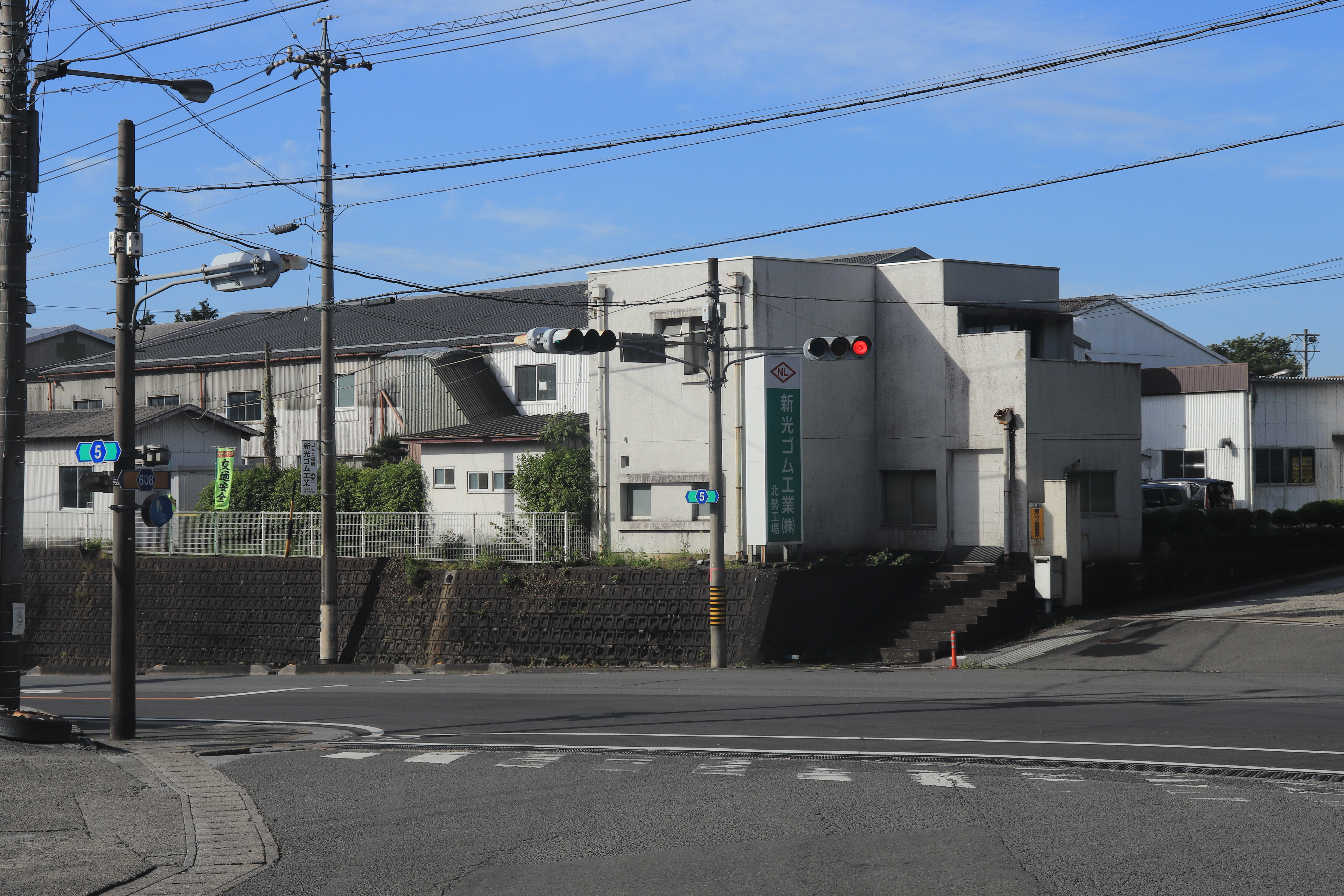
終点である三重県道5号北勢多度線との交点（東貝野口交差点）、いなべ北勢町市阿下喜

集落・森林・田園といった沿線の変化に富む地区を通り抜ける道路である。舗装は完了しているものの、多くの区間はいまだに狭隘道路のままである。

### 通過する自治体
- 三重県
  - いなべ市

### 交差する道路
| 交差する道路                                             | 交差する場所 | 交差する場所          |
| -------------------------------------------------------- | ------------ | --------------------- |
| 岐阜県道・三重県道25号南濃北勢線 三重県道607号畑毛本郷線 | 北勢町畑毛   | 宮前橋交差点 / 起点   |
| 三重県道609号東貝野南中津原丹生川停車場線                | 北勢町東貝野 |                       |
| 三重県道5号北勢多度線                                    | 北勢町阿下喜 | 東貝野口交差点 / 終点 |

### 沿線
- いなべ警察署 十社警察官駐在所
- いなべ市立十社幼稚園
- いなべ市立十社小学校
- 貝野川
- JAいなべ北勢ライスセンター
- 北勢粗大ごみ場
- いなべ市北勢市民会館（さくらホール、北勢図書館）